# 沙鰕虎科
沙鰕虎科為輻鰭魚綱鱸形目鰕虎亞目的其中一個科。在2017年的《硬骨鱼系统分类》中合并入𫚥虎科。

## 分類
沙鰕虎科其下分2個屬，如下：
- 盤鰭塘鱧屬 (Gobitrichinotus)
  - 阿氏盤鰭塘鱧 (Gobitrichinotus arnoulti)
  - 琉球盤鰭塘鱧 (Gobitrichinotus radiocularis)
- 沙鱧屬（柯氏魚屬）(Kraemeria)
  - 布氏沙鱧 (Kraemeria bryani)：又稱夏威夷柯氏魚。
  - 穴沙鱧 (Kraemeria cunicularia)：又稱穴柯氏魚。
  - 匍匐沙鱧 (Kraemeria galatheaensis)：又稱匍匐柯氏魚。
  - 沙鱧 (Kraemeria merensis)：又稱柯氏魚。
  - 裸沙鱧 (Kraemeria nuda)：又稱裸柯氏魚。
  - 薩摩沙鱧 (Kraemeria samoensis)：又稱薩摩柯氏魚。
  - 六棘沙鱧 (Kraemeria sexradiata)：又稱六棘柯氏魚。
  - 湯加沙鱧 (Kraemeria tongaensis)：又稱湯加柯氏魚。